# Tachina virginea
Tachina virginea là một loài ruồi trong họ Tachinidae.